# Megwin
MEGWIN TV（メグウィン TV），建立者為關根劍，為一名日本籍的YouTuber，也是YouTube合作伙伴的其中一個。MEGWIN TV於2005年至2018年年末之期間，每天都有上傳新影片。
這頻道的訂閱者數量於2016年突破五十萬人，後於2018年突破一百萬人。此外，這頻道被認為是日本Youtuber的先驅和鼻祖。

- 為防止歧義，本文會以MEGWIN代表關根劍，MEGWIN TV代表整個頻道。

## 内容
MEGWIN TV每天一定會發布新的影片，漏了的話會補回。
內容主要以搞笑為主，也有煮食教學（通常為刺身），也有一些令人反感的影片。
一年可能會有多於一次的粉絲見面會，完畢之後，有可能會上傳影片描述當天所發生的事情。
有時會播放有關MEGWIN去旅行的片段。去旅行時，MEGWIN可能使用直播網站來通知粉絲們MEGWIN本人目前的位置、或會播放現場直播，旅行完畢後也可能會製成影片上傳到YouTube。
另外，部分MEGWIN TV的影片可能含有成人內容（含馬賽克），YouTube也會將該影片列為18歲以上人士才可觀看。

其錄影現場十分廣泛，但主要都是在自己的家中錄製。

在每年的4月1日愚人節裡，MEGWIN TV都會發一條假的「MEGWIN TV最後的影片」來作開玩笑。

## 人物
MEGWIN的暱稱是「梅格先生」（メグさん）。自稱是搞笑影片製作人。從2002年至2004年之間、他以「わびさびわさび」的名稱從事搞笑藝人的活動。
曾經獨自生活，而且當時最多已經吸引了約300人來看其表演「漫才？コント？No！No!This is MEGWIN！」，直至不再表演。

### 代表者
董事兼代表：關根劍

董事：谷田千里、鈴木潤
核數師：渡部一貴

### 員工
以下介紹的人員，會被稱呼為「MEGWIN軍團」的人員。
（MEGWIN其中一個作品「MEGWIN ARMY」並不同於「MEGWIN軍團」）
以下介紹的為長期活躍的員工，部份員工可能會因為工作、學業或其他理由而無法繼續活躍。
在這種情況下，MEGWIN會稱此情況為「畢業」，其對象會接受一張「畢業證書」，影片可能會被上傳。
以下介紹列表，是不含已「畢業」或非長期活躍的員工，除了FALCON、METEOR、BANDY和DEBESO。

関根剣（メグウィン・MEGWIN）
生日為1977年6月25日。
董事兼代表，也是MEGWIN TV的監督。
在開局直到今天，每一天仍然都會上傳一個新影片。
以前為一名在醫院工作的臨時工程師。辭職之後就以「わびさびわさび」的名稱從事搞笑藝人活動。
其樣子一直被部份網民認為像吳凱文，甚至有網民開玩笑認為他們是親生兄弟。
在官方網頁的員工介紹頁面裡，表示MEGWIN人生中第一句話就是「火星」。
擁有摩托車及汽車的駕照，曾經有一次拍攝中意外失去了汽車駕照，結果要去補回。
非常喜歡爬蟲類，尤其是蛇。

AMANDA（アマンダ　関根，通稱「アマンダ」）
MEGWIN的妻子，他們在2014年11月23日的澳洲進行婚禮。此後她間中會出現在MEGWIN的影片裡作客串。
MEGWIN提及過他們是在海外留學時認識的，之後開始談戀愛，最後結婚。於2017年2月26日，MEGWIN對外宣佈自己已與AMANDA離婚。
順帶一提，她曾在子頻道「BEGIRAGONS」擔任字幕編輯者。
JOJO（ジョジョ）
是MEGWIN的養了6年的寵物蛇，已經於2012年1月11日因為受不了日本寒冷的天氣而安詳離開了MEGWIN。
MEGWIN在牠離開了之後的一天，為牠舉行了葬禮，也為牠默哀了30秒。
MEGWIN對他的感情幾乎達到像父子一樣的關係，例如不停為牠製造一個小房子，幫助牠脫皮等等。
曾戲仿章魚保羅預測女足世界杯的冠軍，籠裡貼上兩張國旗圖片，再用兩隻白老鼠當食物，不過除日本之後其他的老鼠都是假的，也意味著JOJO一定吃日本那邊的老鼠，但沒想到之後女足世界杯的冠軍真的是日本。
也曾預測2010年世界盃足球賽的冠軍，這次兩隻老鼠都是真的，而JOJO選了西班牙，結果真的是西班牙勝出。
坂野裕哉（バンディ・BANDY）
生日為1984年7月2日。
頭髮散亂、雙下巴是其外表特徵。是MEGWIN TV裡的攝影師、編輯、道具建造者、演技教學、旅程規劃、公司業務範圍擴展者。
在官方網頁的員工介紹頁面裡，表示學生時曾因為想搞笑而不慎從三樓跳下導致骨折，被指是其膝蓋不好的主因。
原本為松竹藝能所的藝人。其組合『なんかでてるよ』曾在2007年4月至2009年9月活躍，直到組合解散。
曾經主持MEGWIN TV節目「RRCK」、節目曾經停止播影，之後重新播出，但開始不久後又突然停止。。
從MEGWIN TV「畢業」
於2018年10月14日，BANDY透過影片宣佈，自己以結婚為理由而已向MEGWIN TV辭職，為於MEGWIN TV八年的工作畫上句號。
與2013年「畢業」的DEBESO一樣，BANDY亦有宣佈開設了個人頻道，並會於該頻道活躍。
戸川俊（デルベッソ俊・デベソ・DEBESO）
前副導演。左撇子。主要輔助MEGWIN從事錄影工作，有時候還會因劇中需要而負責演死對頭或突然亂入的角色。
原本在新潟工作。辭職後偶然見到MEGWIN TV而有興趣加入其「軍團」。
在以前官方網頁的員工介紹頁面裡，表示DEBESO從來沒有吃過雞蛋。但在此影片 （页面存档备份，存于）中，卻顯示DEBESO正在吃一碗混有雞蛋和豉油的飯。
從MEGWIN TV「畢業」
自從2013年11月之後，DEBESO在MEGWIN、BANDY和FALCON去美國留學開始，一直沒有更新過MEGWIN TV的任何節目。
在MEGWIN、BANDY和FALCON回到日本之後，一直被訂閱者追問有關DEBESO的情況。
在追問後的翌日，MEGWIN TV上傳了一條影片，證實DEBESO已經「畢業」，理由是創作理念上發生了分歧，儘管經過多次的討論，但DEBESO仍然決定離開工作了三年的MEGWIN TV。
儘管離開了MEGWIN TV，DEBESO在YouTube上開了一個新的個人頻道，亦開設了新網誌。
西田 隼人（ファルコン・FALCON）
真名為西田ハヤト。在2013年加入MEGWIN TV。個人特色為對好東西進行讚賞時會大叫「極上〜！」。
從MEGWIN TV離職
於2018年12月12日，FALCON與METEOR開設了新頻道，並宣布已經辭去MEGWIN TV工作。
星野 隆平（メテオ・METEOR）
在2015年5月18日正式加入MEGWIN TV。
從MEGWIN TV離職
於2018年12月12日，METEOR與FALCON開設了新頻道，並宣布已經辭去MEGWIN TV工作。
永山翔（デビル永山）
網站總監。負責管理、維修網站。
梶田ガクシ
粉絲見面會或現場演出的司儀。
山岸勇太（ジョナサン・Jonathan）
翻譯員，其影片的英文字幕全部都是由他翻譯。

但至於是何時開始翻譯，則至今仍然不明。現時於子頻道「BEGIRAGONS」擔任翻譯。

## 系列作品
メグワート大佐
MEGWIN會全裸登場、利用物件當成馬賽克 (影像處理)而看不到「那地方」的系列，通常主要都是被YouTube列為18歲以上才可以看。

アニメグ
由MEGWIN TV的主要人物為藍本而創造出來的動畫，該系列有三個主角：MEGWIN(関根剣)、BANDY(坂野裕哉)、DEBESO(戸川俊)。
動畫裡有一個「軍團」，他們三人也有其稱號，分別是領袖、眼鏡佬、大胃王。
該軍團裡還有一個青蛙叫ぎんゆ隊長，稱號是「青蛙臉」，但牠很介意被人說自己是青蛙臉。領袖MEGWIN經常虐待牠。
故事有時是圍繞他們的瑣碎事，有時是戲仿卡通或電影，例如哈利波特和海賊王。
電影版已經開始發售，有時在一些MEGWIN舉辦的公開活動中可能會贈送給部份粉絲們。
ぶさかわアイドル猫育成部
是記錄一隻貓的生長過程，系列已播放完畢。

レトルトカレー王への道（RRCK）
RRCK英文全稱為"Road of the Retort-pouched Curry King"
由BANDY主持，專門評論每種咖哩的好處和壞處，最後因為認為自己還是不能好好管理的問題而停止再上傳。

2012年7月10日，BANDY決定在7月11日至7月17日現場出演。

現場出演後，BANDY決定繼續上傳新的影片，RRCK正式繼續播放，但不久後再次停止，原定有365集的系列只做了180集。
ギネス世界記録ににチャレンジ!
是MEGWIN專門挑戰一些世界紀錄的系列。例如用臉部去平衡18個湯匙、全身浸在冰水中浸多久、在限時裡能把多少條橡皮筋套在頭上、甚至挑戰一些連自己都不知道做什麼的世界紀錄。
男の出刃包丁シリーズ
教網友如何用自己買回來的一條魚去製成料理。在本系列初期，MEGWIN會買三條魚來練習。
在本系列中，MEGWIN本人間中以日本鎧甲勇士的服裝來製作料理。開始料理時，MEGWIN會對住將要被製成料理的魚說一句：「多謝你的生命。」
孫正義さんに会うために体を鍛える
本系列是記錄住MEGWIN本人為了「與孫正義見面」的活動而做一連串體操訓練，最後會喝一杯高蛋白飲料來休息，並測量自己體重。
旅企画
主要是記錄MEGWIN去旅行的過程。主要規劃包括：「最北端（宗谷岬）で初日の出を拝む旅」（2011年-2012年)、『MEGWINTV スポ根CLUB』和『本土最南端にフラグを立てろ』。

Fighting MEMO
主要戲仿海底總動員的系列。
被改成由MEGWIN及其員工扮的魚在進行打架比賽。
プロテインダイエット
這系列與「孫正義さんに会うために体を鍛える」一樣，但其目標是純粹鍛鍊自己肌肉。
○○を買ったから自慢
○○是指一件MEGWIN剛買回來的新出產品，例如PSP-3000、3DS等。
開頭故意裝傻不懂開盒子，接著把該物件的主體「不小心」從盒裡滑到地上，此舉動成為了本系列的經典動作。
こんな○○は嫌だ!!
○○可以是運動、活動、食物等等，這系列主要以多種方式惡搞該事物，例如在足球機的球竿上晾衣、用電鑽吃惠方卷等等。

## 出售物品
DVD
オレベスト～オレの20代はコイツに全て費やしたぜMAJIDE～
アニメグ THE MOVIE DVD
雜誌
《メグボンボン》
T恤
MEGWIN TV Tシャツ
書本
YouTubeで小さく稼ぐ ~再生回数2億回の達人が教える、撮った動画をお金に変える方法~
音樂
旅路〜megwinの旅のテーマ〜

## BEGIRAGONS
「BEGIRAGONS」是MEGWIN TV所成立的一個子頻道，內容以遊戲系列為主。至今已完成上傳了二十四個遊戲系列。
因為頻道成立時MEGWIN等人仍在海外留學，所以為了配合外國觀眾，每個影片都附有英語字幕，頻道亦因此以外國觀眾為主要觀眾來源。
由於每個遊戲系列的總遊戲時間平均都較長，因此頻道都會每隔特定時間上傳一條分段的影片。
MEGWIN在所有遊戲裡都是主要的挑戰者，但也有邀請其他YouTuber來一起挑戰或處理遊戲事務。
在「馬で江戸横断ゲーム」完結之後，BEGIRAGONS宣佈將會進行改革，變成很多人都可以一起遊玩的遊戲頻道，意味著不是只有MEGWIN一個玩家，而是有很多其他YouTuber以至觀眾都能參與遊戲。

在「嫌だバトル」系列完結之後，BEGIRAGONS推出了新作「Sh*tty Game Show」，而主持由MEGWIN改成JUSTICE，惟新作沒有英語字幕，同時內容與風格相比以前的作品有明顯差異，因而引發部分觀眾批評。
兩天後，BEGIRAGONS的骨幹成員MEGWIN和BANDY與新作的主持人JUSTICE一起出現於新影片 （页面存档备份，存于）中，BANDY親自解釋在系列「竹家チャレンジ」上傳完成後，BEGIRAGONS原本打算無限期停止更新，因為此頻道得不到足夠的訂閱者，以及主頻道MEGWIN TV進行重組，所以MEGWIN、BANDY及其他MEGWIN TV的成員均不得不停止BEGIRAGONS的計劃。當BANDY正在製作宣佈停止更新的影片時，曾經在「竹家チャレンジ」系列尾段出現的JUSTICE出現了，往後骨幹成員以「來一個新的挑戰」為由，決定把頻道的控制權轉給JUSTICE。而JUSTICE則解釋，因為頻道本來就是以外國觀眾為市場，所以影片會改為全英語並不加任何英語字幕。同時他成立了一個團隊，以獲得更多外國觀眾的注目為目標，並表示努力地製作影片，甚至要超越以前的系列。最後JUSTICE和BANDY都提及，以後MEGWIN TV的骨幹成員會比較少出現在BEGIRAGONS的影片裡。
對此，有觀眾表示，BEGIRAGONS的魅力就是在於有關日本的一切，外國的遊戲節目周圍都能看到，但像BEGIRAGONS一樣附上英語字幕、由日本人主持的日本遊戲節目，對於外國人而言是十分新鮮且有魅力的，因此BEGIRAGONS建立初期便已經成功獲得部分外國觀眾的關注和訂閱。另外也有觀眾表示，一旦BEGIRAGONS的節目不再由MEGWIN TV的成員主持，頻道將會完全失去擁有的魅力和特色，繼而導致訂閱者的大量流失。

目前此頻道的系列包括：

- 裸體敞篷車遊戲（全裸オープンカーゲーム，Strip Roulette Convertible Car Game）
- 自動販賣機遊戲（自動販売機ゲーム，Vending Machine Game）
- 不睡覺挑戰（寝ないチャレンジ，No Sleeping Challenge）
- 東京火車遊戲（トーキョートレインゲーム，Tokyo Train Game）
- 壽司遊戲（寿司ゲーム，Sushi Game）
- 浸泡挑戰（浸水チャレンジ，Soaking Challenge）
- 燒烤遊戲（BBQ GAME）
- 東京騎馬遊戲（馬で江戸横断ゲーム，Tokyo Horse Game）
- 便宜觀光遊戲（どケチ観光ゲーム，Cheapo Tourist Game in Bangkok）
- 不睡覺挑戰美女版（寝ないチャレンジ美女編，No Sleeping Challenge II）
- 扭蛋機摩托車之旅（ガチャバイクの旅，Gacha Bike）
- BEGIRAGONSES  - 廣島火車遊戲（ヒロシマトレインゲーム，Hiroshima Train Game）
  - 湖泊挑戰（レイクチャレンジ，The Lake Challenge）
  - 酒吧狂歡遊戲（はしご酒ゲーム，Bar Hopping Game）
  - 無智能手機挑戰（脱スマホチャレンジ，No Smartphone Challenge）
  - 街頭賓果遊戲（通行人ビンゴin Tokyo，Street Bingo）
- 餃子遊戲（餃子ゲーム，Gyoza Game）
- 裸體敞篷車遊戲II（全裸オープンカーゲームwith美女，Strip Convertible Car Game II）
- 扭蛋機摩托車之旅第二季（ガチャバイク2，Gacha Bike 2）
- 竹屋挑戰（竹家チャレンジ，Bamboo House Challenge）
- 惡搞大對決（嫌だバトル，Parody VS Parody）
- 差勁的遊戲節目（Sh*tty Game Show）
- 便利店遊戲（Conbini Game）
- 恐怖酒店（Horror Hotel）

## 歷史
2005年2月 互聯網「廣播電台」『MEGWIN TV』正式開局。
2011年6月 MEGWIN TV株式会社正式成立。
2014年1月29日 MEGWIN TV成立子頻道「BEGIRAGONS」。
2014年11月23日 MEGWIN與一名澳洲籍女子Amanda結婚，並於12月6日開始上傳有關影片，當中MEGWIN表示這是「MEGWIN TV成立以來最大的挑戰」。
2018年12月12日 FALCON與METEOR開設了新頻道，並上傳影片宣佈已經辭去MEGWIN TV工作。該影片中，兩人更有「已發展到再也不能與公司（MEGWIN TV）合作的情況」、「事實上更像是被解僱」、「被塑造成自己想休息的樣子」等言，引發日本網絡對MEGWIN TV的負評。
2018年12月13日 MEGWIN上傳影片解釋事件。該影片中，MEGWIN強調自己的決策合法，且因有「我們既不是朋友，也不是團隊，而是一間公司」的發言而觸發更激烈的負評。
2018年12月14日 MEGWIN再度上傳影片，試圖為爭議事件降溫。該影片中，MEGWIN對FALCON和METEOR致謝，並宣佈「將中斷13年來每日上傳影片的活動」。
2019年1月10日 MEGWIN宣布自己「復活」，將繼續影片製作活動。

## 外部連結
- MEGWIN TV官方網站 （页面存档备份，存于）
- MEGWIN在YouTube的官方頻道 （页面存档备份，存于）
- MEGWIN TV子頻道「BEGIRAGONS」在YouTube的官方頻道 （页面存档备份，存于）